# Gråskären, Korpo
Gråskären är öar i Finland. De ligger i Skärgårdshavet och i kommunen Pargas i landskapet Egentliga Finland, i den sydvästra delen av landet. Öarna ligger omkring 40 kilometer sydväst om Åbo och omkring 180 kilometer väster om Helsingfors.
Arean för den av öarna koordinaterna pekar på är 1,7 hektar och dess största längd är 200 meter i öst-västlig riktning. I omgivningarna runt Gråskären växer i huvudsak barrskog. Runt Gråskären är det glesbefolkat, med 8 invånare per kvadratkilometer. Närmaste större samhälle är Nagu, 11,6 km öster om Gråskären.